# Saint-Christophe (Creuse)
Pour les articles homonymes, voir Saint-Christophe.
Saint-Christophe est une commune française située dans le département de la Creuse en région Nouvelle-Aquitaine.

## Géographie
|                        | Guéret           | Savennes |
| La Chapelle-Taillefert | Saint-Christophe |          |
| Saint-Éloi             |                  | Sardent  |

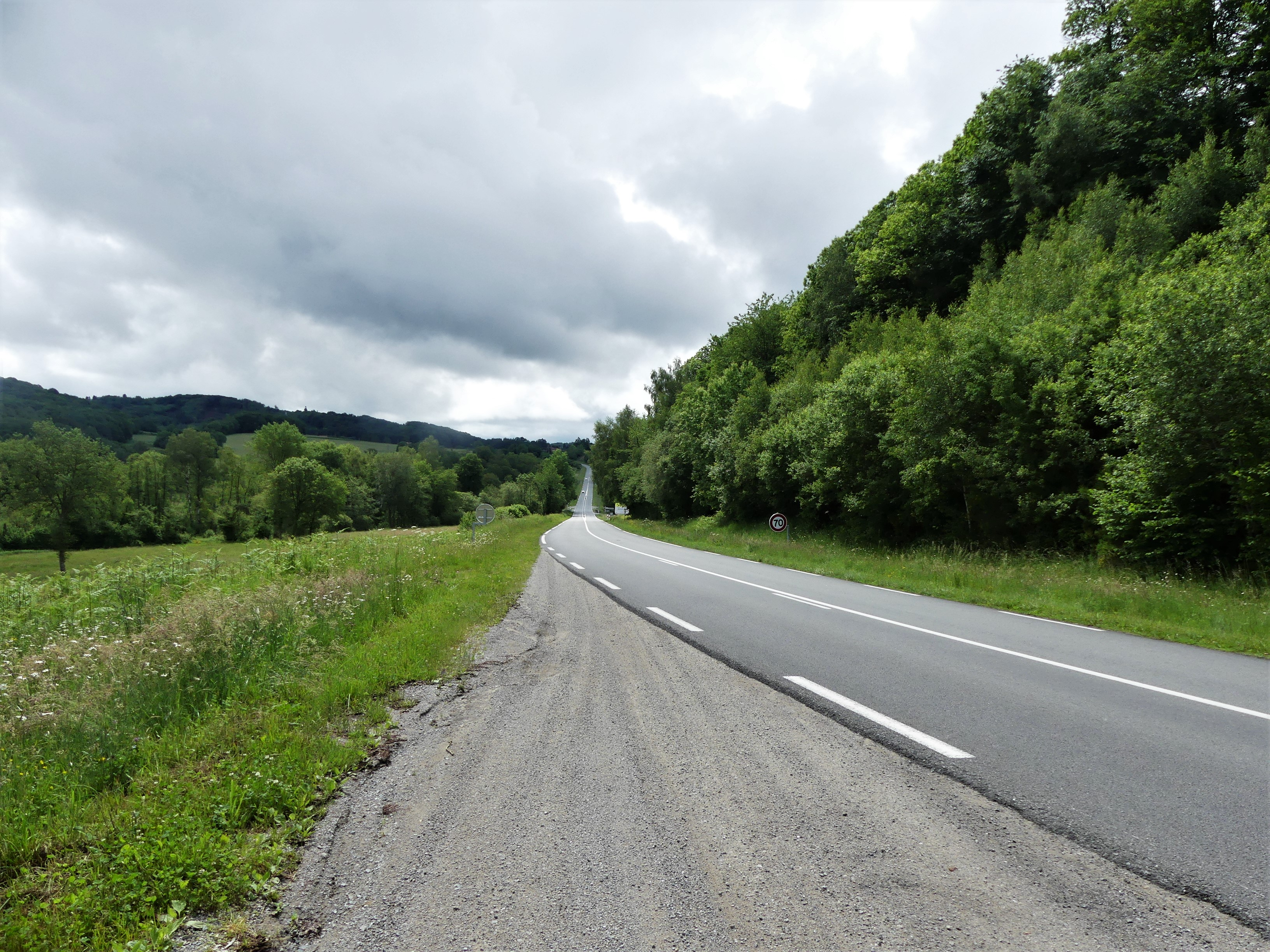
La route départementale 940 à Saint-Christophe.

Le territoire communal est arrosé par la rivière Gartempe. La commune est desservie par les routes départementales 52, 940a (l'ancienne route nationale 140) et 940.

### Climat
Pour des articles plus généraux, voir Climat de la Nouvelle-Aquitaine et Climat de la Creuse.
En 2010, le climat de la commune est de type climat des marges montargnardes, selon une étude s'appuyant sur une série de données couvrant la période 1971-2000. En 2020, Météo-France publie une typologie des climats de la France métropolitaine dans laquelle la commune est exposée à un climat de montagne ou de marges de montagne et est dans la région climatique  Ouest et nord-ouest du Massif Central, caractérisée par une pluviométrie annuelle de 900 à 1 500 mm, maximale en automne et en hiver.
Pour la période 1971-2000, la température annuelle moyenne est de 9,7 °C, avec  une amplitude thermique annuelle de 14,8 °C. Le cumul annuel moyen de précipitations est de 1 163 mm, avec 13,5 jours de précipitations en janvier et 8,4 jours en juillet. Pour la période 1991-2020, la température moyenne annuelle observée sur la station météorologique la plus proche, située sur la commune de Guéret à 8 km à vol d'oiseau, est de 11,3 °C et le cumul annuel moyen de précipitations est de 1 103,0 mm. Pour l'avenir, les paramètres climatiques de la commune estimés pour 2050 selon différents scénarios d’émission de gaz à effet de serre sont consultables sur un site dédié publié par Météo-France en novembre 2022.

## Urbanisme

### Typologie
Au 1er janvier 2024, Saint-Christophe est catégorisée commune rurale à habitat très dispersé, selon la nouvelle grille communale de densité à 7 niveaux définie par l'Insee en 2022.
Elle est située hors unité urbaine. Par ailleurs la commune fait partie de l'aire d'attraction de Guéret, dont elle est une commune de la couronne,. Cette aire, qui regroupe 72 communes, est catégorisée dans les aires de moins de 50 000 habitants,.

### Occupation des sols
L'occupation des sols de la commune, telle qu'elle ressort de la base de données européenne d’occupation biophysique des sols Corine Land Cover (CLC), est marquée par l'importance des territoires agricoles (53 % en 2018), une proportion sensiblement équivalente à celle de 1990 (53,3 %). La répartition détaillée en 2018 est la suivante : 
forêts (47 %), prairies (37,8 %), zones agricoles hétérogènes (15,2 %). L'évolution de l’occupation des sols de la commune et de ses infrastructures peut être observée sur les différentes représentations cartographiques du territoire : la carte de Cassini (XVIIIe siècle), la carte d'état-major (1820-1866) et les cartes ou photos aériennes de l'IGN pour la période actuelle (1950 à aujourd'hui).

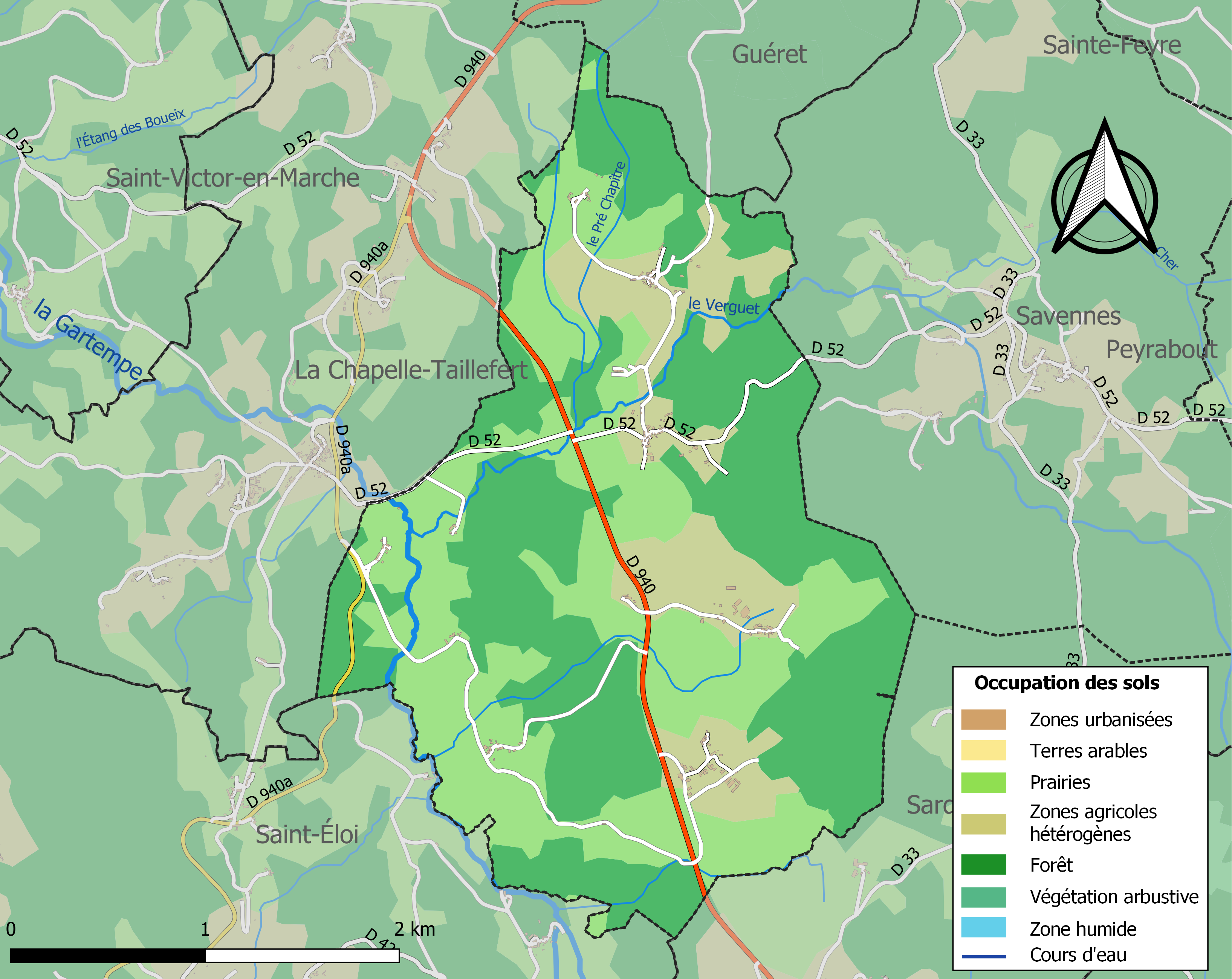
Carte des infrastructures et de l'occupation des sols de la commune en 2018 (CLC).

#### Transport routier
- Réseau TransCreuse

### Risques majeurs
Le territoire de la commune de Saint-Christophe est vulnérable à différents aléas naturels : météorologiques (tempête, orage, neige, grand froid, canicule ou sécheresse) et séisme (sismicité faible). Il est également exposé à un risque particulier : le risque de radon. Un site publié par le BRGM permet d'évaluer simplement et rapidement les risques d'un bien localisé soit par son adresse soit par le numéro de sa parcelle.

#### Risques naturels

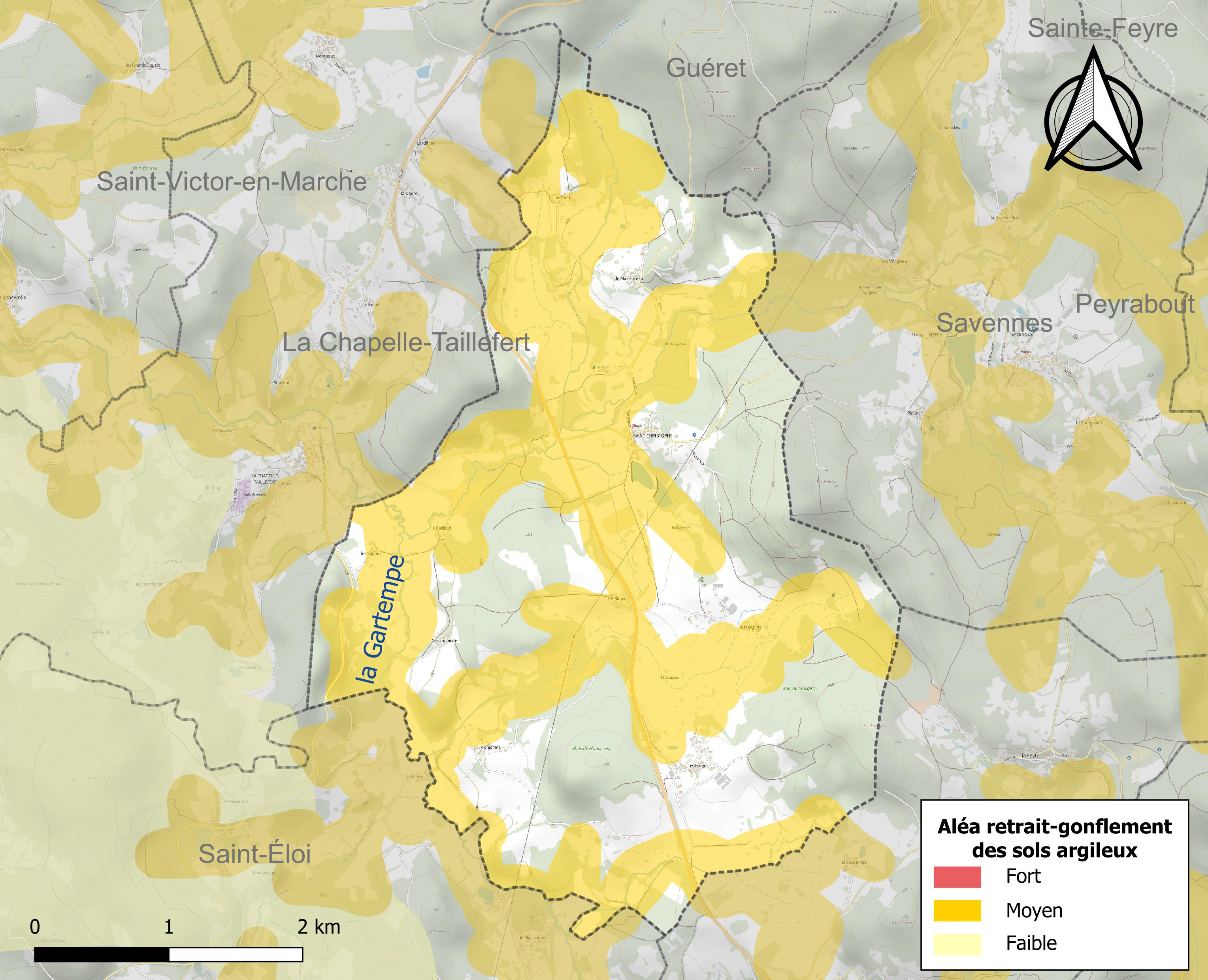
Carte des zones d'aléa retrait-gonflement des sols argileux de Saint-Christophe.

Le retrait-gonflement des sols argileux est susceptible d'engendrer des dommages importants aux bâtiments en cas d’alternance de périodes de sécheresse et de pluie. 54,6 % de la superficie communale est en aléa moyen ou fort (33,6 % au niveau départemental et 48,5 % au niveau national). Sur les 88 bâtiments dénombrés sur la commune en 2019,  38 sont en aléa moyen ou fort, soit 43 %, à comparer aux 25 % au niveau départemental et 54 % au niveau national. Une cartographie de l'exposition du territoire national au retrait gonflement des sols argileux est disponible sur le site du BRGM,.
Par ailleurs, afin de mieux appréhender le risque d’affaissement de terrain, l'inventaire national des cavités souterraines permet de localiser celles situées sur la commune.
La commune a été reconnue en état de catastrophe naturelle au titre des dommages causés par les inondations et coulées de boue survenues en 1982 et 1999. Concernant les mouvements de terrains, la commune a été reconnue en état de catastrophe naturelle au titre des dommages causés par des mouvements de terrain en 1999.

#### Risque particulier
Dans plusieurs parties du territoire national, le radon, accumulé dans certains logements ou autres locaux, peut constituer une source significative d’exposition de la population aux rayonnements ionisants. Certaines communes du département sont concernées par le risque radon à un niveau plus ou moins élevé. Selon la classification de 2018, la commune de Saint-Christophe est classée en zone 3, à savoir zone à potentiel radon significatif.

## Politique et administration
| Période                                  | Période       | Identité                    | Étiquette | Qualité                    |
| ---------------------------------------- | ------------- | --------------------------- | --------- | -------------------------- |
| Les données manquantes sont à compléter. |               |                             |           |                            |
|                                          | décembre 1850 | Pierre Aristide Dubois      |           |                            |
| décembre 1850                            | février 1851  | Justin Giraud               |           | Maire provisoire           |
| février 1851                             | décembre 1865 | Etienne Tindon              |           | Cultivateur                |
| décembre 1865                            | 1870          | Jean Joseph Isidore Laville |           |                            |
| 1870                                     |               | François Adenis             |           |                            |
| Les données manquantes sont à compléter. |               |                             |           |                            |
| avant 1995                               | En cours      | Jacques Velghe              | DVG       | Retraité Fonction publique |

## Démographie
L'évolution du nombre d'habitants est connue à travers les recensements de la population effectués dans la commune depuis 1793. Pour les communes de moins de 10 000 habitants, une enquête de recensement portant sur toute la population est réalisée tous les cinq ans, les populations de référence des années intermédiaires étant quant à elles estimées par interpolation ou extrapolation. Pour la commune, le premier recensement exhaustif entrant dans le cadre du nouveau dispositif a été réalisé en 2005.

En 2022, la commune comptait 150 habitants, en évolution de +3,45 % par rapport à 2016 (Creuse : −3,32 %, France hors Mayotte : +2,11 %).
| 1793 | 1800 | 1806 | 1821 | 1831 | 1836 | 1841 | 1846 | 1851 |
| ---- | ---- | ---- | ---- | ---- | ---- | ---- | ---- | ---- |
| 248  | 198  | 238  | 294  | 145  | 117  | 278  | 292  | 300  |

| 1856 | 1861 | 1866 | 1872 | 1876 | 1881 | 1886 | 1891 | 1896 |
| ---- | ---- | ---- | ---- | ---- | ---- | ---- | ---- | ---- |
| 286  | 261  | 270  | 277  | 270  | 247  | 268  | 261  | 300  |

| 1901 | 1906 | 1911 | 1921 | 1926 | 1931 | 1936 | 1946 | 1954 |
| ---- | ---- | ---- | ---- | ---- | ---- | ---- | ---- | ---- |
| 260  | 242  | 244  | 208  | 200  | 209  | 189  | 174  | 180  |

| 1962 | 1968 | 1975 | 1982 | 1990 | 1999 | 2005 | 2006 | 2010 |
| ---- | ---- | ---- | ---- | ---- | ---- | ---- | ---- | ---- |
| 173  | 145  | 117  | 118  | 133  | 132  | 124  | 122  | 130  |

| 2015 | 2020 | 2022 | - | - | - | - | - | - |
| ---- | ---- | ---- | - | - | - | - | - | - |
| 144  | 154  | 150  | - | - | - | - | - | - |

## Lieux et monuments
À Saint-Christophe, l'église qui datait du XVe siècle n'existe plus, mais sa cloche, protégée par un abri en bois, est toujours présente à l'entrée du village.

## Personnalités liées à la commune
- Ferdinand Villard (1842-1907), né à Saint-Christophe, maire de Guéret (1886-1907) et sénateur de la Creuse (1894-1907).